# Västsyrisk rit
Västsyrisk rit är den liturgiska rit som används av Syrisk-katolska kyrkan, Syrisk-Maronitiska kyrkan och Syrisk-ortodoxa kyrkan. Den ingår i antiokenska ritfamiljen.